# 강만영
강만영(한국 한자: 姜俊好, 1962년 6월 14일 ~ )은 대한민국의 전 축구 선수 및 지도자이다. 현역 시절 포지션은 수비수였다.

## 클럽 경력
1986년 실업 축구단인 국민은행 축구단에 입단했다. 국민은행에서 1987년까지 2년간 선수 생활을 했다.
1988년, LG 치타스(현 FC 서울)에서 프로 선수 경력을 시작하였다. 1988년 4월 2일 포항제철 아톰즈와의 경기에서 K리그 데뷔골을 기록했다.

## 지도자 경력
LG 치타스에서 스카우트로 활동하였으며 대한축구협회 파견으로 1994년부터 2년간 방글라데시대표팀(16, 19, 21세팀 포함)의 지휘봉을 잡았다.
2004년 11월, 방글라데시 축구단 모하메단 SC 감독에 선임되었다.

## 수상 내역

### 클럽
럭키금성 황소
- 전국축구선수권대회 우승 1회: 1988